# Niegłowice
Niegłowice – wieś w Polsce, położona w województwie podkarpackim, w powiecie jasielskim, w gminie Jasło.
| SIMC    | Nazwa | Rodzaj    |
| ------- | ----- | --------- |
| 0352934 | Bajdy | część wsi |

W latach 1975–1998 miejscowość administracyjnie należała do województwa krośnieńskiego.

## Historia
Pierwsza wzmianka o Niegłowicach pochodzi z 1367 roku, w XV wieku wieś należała do Klemensa Turskiego, w 1581 roku przeszła w ręce Jana Mniszcha.
Niegłowice to dawna wieś i gmina jednostkowa w powiecie jasielskim, za II RP w woј. krakowskim. W 1934 w nowo utworzonej zbiorowej gminie Jasło, gdzie utworzyła gromadę.
Podczas II wojny światowej w gminie Jaslo w powiecie Jaslo w dystrykcie krakowskim (Generalne Gubernatorstwo). Liczyły wtedy 1174 mieszkańców.
Po wojnie znów w gminie Jasło w powiecie jasielskim, w nowo utworzonym województwie rzeszowskim. Jesienią 1954 zniesiono gminy tworząc gromady. Niegłowice weszły w skład nowo utworzonej gromady Niegłowice.
1 stycznia 1970 z gromady Niegłowice wyłączono część terenów wsi Niegłowice o powierzchni 117,1197 ha włączając je do miasta Jasła. Kolejne tereny wsi Niegłowice dołączono do Jasła 1 stycznia 1973.